# 巧法利宮

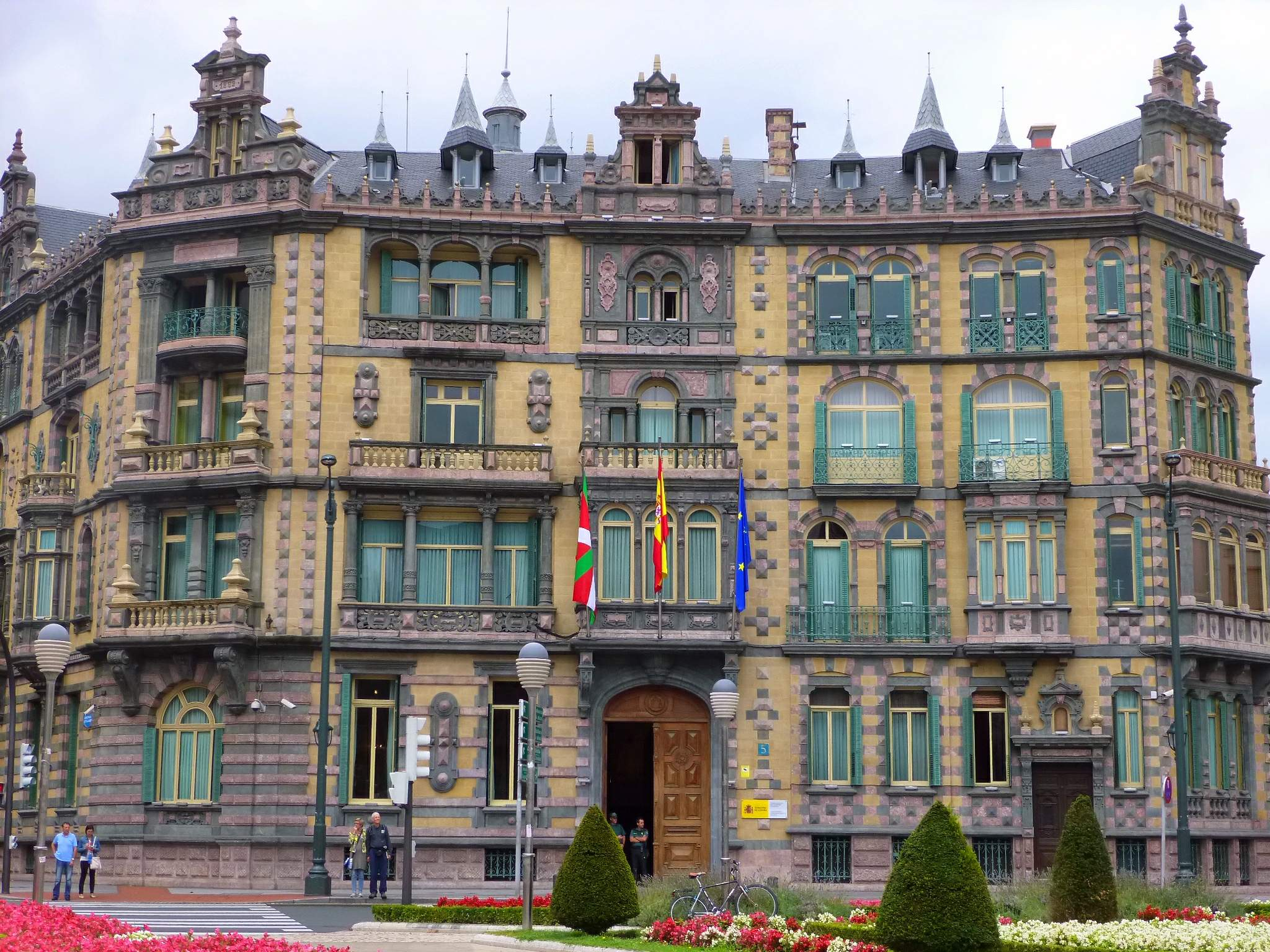
從马约尔广场到巧法利宮只需几分钟。

巧法利宮是一個位在毕尔巴鄂的佛兰德式建筑，是马约尔广场旁的著名地標。 巧法利宮建立於20世纪初期，它的風格類似於文艺复兴时在安特卫普和布鲁日城市所建立的宮殿。
巧法利宮最有意思的一項特色是，建筑物没有任何一組窗户是相同的尺寸。巧法利宮是比斯开省的西班牙(政府)市議會。